# Diego Becker
Diego Eugenio Becker (Los Quirquinchos, Argentina; 24 de noviembre de 1997) es un futbolista argentino. Juega de centrocampista y su equipo actual es Alvarado de la Primera B Nacional.de la Primera B Nacional

## Trayectoria
Becker fue promovido al primer equipo de Rosario Central en la temporada 2016-17. Debutó en la Primera División en junio de 2017 contra San Martín (San Juan). Para la temporada 2019-20, Becker fue cedido al Alvarado, y la temporada siguiente al Tigre, ambos de la Primera B Nacional.
En enero de 2022, dejó Central y se incorporó a Instituto de Córdoba.
La siguiente temporada, el 3 de enero de 2023 fichó en el Club Atlético Atlanta.
El 12 de enero de 2024, Becker firmó en el Ethnikos Achnas de la Primera División de Chipre.

## Estadísticas
Actualizado al último partido disputado el 11 de febrero de 2023.
| Club                      | Div.          | Temporada     | Liga  | Liga  | Copas nacionales | Copas nacionales | Copas internacionales | Copas internacionales | Total | Total |
| Club                      | Div.          | Temporada     | Part. | Goles | Part.            | Goles            | Part.                 | Goles                 | Part. | Goles |
| ------------------------- | ------------- | ------------- | ----- | ----- | ---------------- | ---------------- | --------------------- | --------------------- | ----- | ----- |
| Rosario Central Argentina | 1.ª           | 2016-17       | 1     | 0     | 0                | 0                | —                     | —                     | 1     | 0     |
| Rosario Central Argentina | 1.ª           | 2017-18       | 2     | 0     | 1                | 0                | 0                     | 0                     | 3     | 0     |
| Rosario Central Argentina | 1.ª           | 2018-19       | 6     | 0     | 1                | 0                | 1                     | 0                     | 8     | 0     |
| Rosario Central Argentina | Total club    | Total club    | 9     | 0     | 2                | 0                | 1                     | 0                     | 12    | 0     |
| Alvarado Argentina        | 2.ª           | 2019-20       | 14    | 2     | 0                | 0                | —                     | —                     | 14    | 2     |
| Alvarado Argentina        | Total club    | Total club    | 14    | 2     | 0                | 0                | 0                     | 0                     | 14    | 2     |
| Tigre Argentina           | 2.ª           | 2020-21       | 8     | 2     | 3                | 0                | 1                     | 0                     | 12    | 2     |
| Tigre Argentina           | 2.ª           | 2021          | 16    | 0     | 0                | 0                | —                     | —                     | 16    | 0     |
| Tigre Argentina           | Total club    | Total club    | 24    | 2     | 3                | 0                | 1                     | 0                     | 28    | 2     |
| Instituto (C) Argentina   | 2.ª           | 2022          | 17    | 0     | 0                | 0                | —                     | —                     | 17    | 0     |
| Instituto (C) Argentina   | Total club    | Total club    | 17    | 0     | 0                | 0                | 0                     | 0                     | 17    | 0     |
| Atlanta Argentina         | 2.ª           | 2023          | 1     | 0     | 0                | 0                | —                     | —                     | 1     | 0     |
| Atlanta Argentina         | Total club    | Total club    | 1     | 0     | 0                | 0                | 0                     | 0                     | 1     | 0     |
| Total carrera             | Total carrera | Total carrera | 65    | 4     | 5                | 0                | 2                     | 0                     | 72    | 4     |

## Palmarés

### Títulos nacionales
| Título         | Club            | País      | Año     |
| -------------- | --------------- | --------- | ------- |
| Copa Argentina | Rosario Central | Argentina | 2017-18 |